# Robert de la meilleure réalisation
Le Robert de la meilleure réalisation est une récompense de cinéma danoise récompensant la meilleure réalisation lors des Roberts.

## Palmarès
| Année | Réalisateur          | Film                        |
| ----- | -------------------- | --------------------------- |
| 2001  | Per Fly              | The Bench (Bænken)          |
| 2002  | Ole Christian Madsen | En kærlighedshistorie       |
| 2003  | Nils Malmros         | At kende sandheden          |
| 2004  | Per Fly              | Arven                       |
| 2005  | Nikolaj Arcel        | Kongekabale                 |
| 2006  | Per Fly              | Manslaughter                |
| 2007  | Niels Arden Oplev    | We Shall Overcome           |
| 2008  | Peter Schønau Fog    | L'Art de pleurer en chœur   |
| 2009  | Henrik Ruben Genz    | Frygtelig lykkelig          |
| 2010  | Lars von Trier       | Antichrist                  |
| 2011  | Tobias Lindholm      | R                           |
| 2011  | Michael Noer         | R                           |
| 2012  | Lars von Trier       | Melancholia                 |
| 2013  | Nikolaj Arcel        | Royal Affair                |
| 2014  | Thomas Vinterberg    | La Chasse                   |
| 2015  | Lars von Trier       | Nymphomaniac                |
| 2016  | Martin Zandvliet     | Under sandet (Land of Mine) |
| 2017  | Christian Tafdrup    | Forældre                    |
| 2018  | Hlynur Pálmason      | Winter Brothers             |
| 2019  | Gustav Möller        | The Guilty                  |
| 2020  | May el-Toukhy        | Dronningen                  |
| 2021  | Thomas Vinterberg    | Drunk                       |
| 2022  | Lisa Jespersen       | Hvor kragerne vender        |
| 2023  | Ali Abbasi           | Les Nuits de Mashhad        |